# Sado (Prinz)

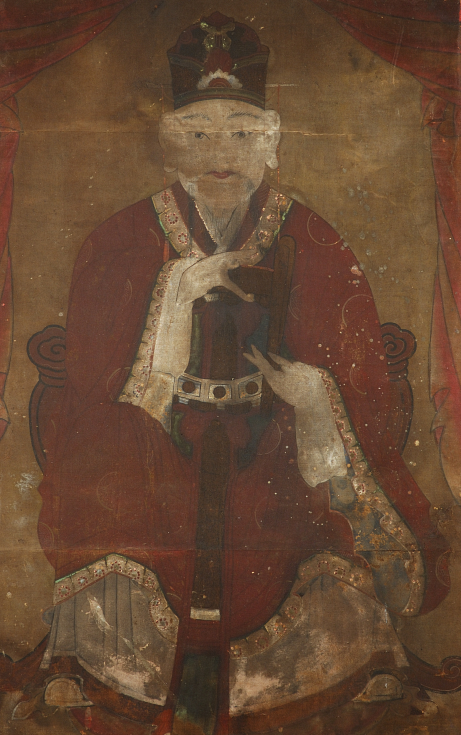
Prinz Sado

Prinz Sado (koreanisch: 사도 세자, * 1735 im Gyeongdeokgung-Palast (경덕궁) in Seoul, Korea; † 12. Juli 1762 im Gyeonghuigung-Palast (경희궁), in Seoul, Korea), zu Lebzeiten Prinz Jangheon (장헌) genannt, war der ursprüngliche Thronfolger für den Thron von König Yeongjo (영조) von Joseon (조선) (1694–1776) in Korea. Wegen seines angeblich unehrenhaften Verhaltens wurde Sado aber von seinem eigenen Vater, König Yeongjo, in eine Reiskiste gesperrt und durch Verdursten getötet.

## Leben
Jangheons Mutter war die königliche Konkubine Yeongbin (영빈) (?–1764) aus der Yi-Familie. Bereits zwei Jahre nach seiner Geburt wurde Jangheon von seinem Vater, König Yeongjo, zum Kronprinzen ernannt. Prinz Jangheon heiratete Hyegyeonggung (혜경궁), mit der er zwei Söhne hatte. Der Zweitgeborene war der spätere König Jeongjo (정조).
Jangheon zeigte in jungen Jahren großes Interesse an Literatur und versuchte sich selbst in Dichtung und Prosa. Doch mit zunehmendem Alter entwickelte sich ein exzentrisches Verhalten, welches ihm von einigen einflussreichen Mitglieder am königlichen Hof als Geisteskrankheit ausgelegt wurde. Ihm wurde nachgesagt, zahlreiche Sexaffären mit Frauen des Hofes gehabt zu haben, darunter auch mit einer seiner Schwestern, und in Anfällen Bedienstete des königlichen Hofes misshandelt und auch getötet zu haben. Ursache seines Verhaltens soll eine Erkrankung an Syphilis gewesen sein, die ihn schwachsinnig werden ließ.
Sein Verhalten, mit den Regeln und der Moralvorstellung einer konfuzianischen Gesellschaft nicht vereinbar, führte schließlich dazu, dass sein Vater ihn zur Selbsttötung aufforderte. Weil er der Aufforderung nicht nachkam, hob sein Vater am 4. Juli 1762 seine Ernennung zum Thronfolger auf und ließ ihn in eine Reiskiste sperren, in der er acht Tage später verdurstete.
An dem Tag, an dem Prinz Jangheon von seinem Vater gezwungen wurde, in die Reiskiste zu steigen, war Jangheons Sohn Jeongjo noch keine 10 Jahre alt. Jeongjo, der bei der Exekution zugegen war, flehte um Gnade für seinen Vater und durchlebte ein Trauma, das ihn für immer prägen sollte. Er wurde von König Yeongjo zum neuen Kronprinzen ernannt. 1764 ordnete der König auch die Adoption Jeongjos durch den Prinzen Hyojang (효장) an, einen anderen Enkelsohn Yeongjos.
Nach Prinz Jangheons Tod bedauerte Yeongjo, seinen Sohn exekutiert zu haben, benannte sein Grab in Sueunmyo (수은묘) um und gab ihm noch im selben Jahr posthum den Beinamen Prinz Sado. Der Name Sado bedeutete, sich an den Kronprinzen zu erinnern und seinen Tod zu bedauern.

## Andere Theorien über Sados Tod
Es gibt neben der Theorie einer Geisteskrankheit zwei alternative Theorien zu den Hintergründen der Hinrichtung des Prinzen. Die erste Theorie geht aus von persönlichen Differenzen zwischen Vater und Sohn, einer schlechten Behandlung durch seinen Vater als Ursache für die Depression und das anschließende Verhalten. Die zweite Theorie nimmt an, dass Prinz Sado die Strömungen der neuen konfuzianischen Doktrin unterstützte und in diesem Machtkampf den Intrigen der Vertreter der alten Doktrin unterlag und ihm eine Verschwörung gegen seinen Vater am 22. Mai 1762 vorgeworfen wurde. Während die Sipa (시파) (Vertreter der neuen konfuzianischen Doktrin) und die Katholiken im Land Prinz Sado und Jeongjo unterstützten, waren die Byeokpa (벽파) (Vertreter der alten Doktrin) strikt gegen ihn eingestellt.

## Posthume Ehrung
Nachdem Prinz Sados Sohn, Jeongjo, den Thron übernommen hatte, erklärte dieser umgehend öffentlich: „Ich bin der Sohn von Kronprinz Sado“. Um seinen Vater rehabilitieren zu können, gab er ihm posthum seinen ursprünglichen Namen zurück und verlegte am 7. Oktober 1789 das Grab seines Vaters nach Paldalsan (팔달산), einem kleinen Berg, heute in der Stadt Suwon (수원) gelegen. Er wählte diesen Ort an der Westküste Koreas als besonderen Ort, fernab von Einflüssen des königlichen Hofes, ließ von 1794 bis 1796 dort die Festung Hwaseong (화성) errichten und verlegte seinen Wohnsitz und sein Machtzentrum dorthin. Die Prozession seines Umzuges im Jahr 1795 dauerte 8 Tage und wurde im Banchado (반차보) von den besten Malern seiner Zeit festgehalten. Am 4. Tag der Prozession besuchte Jeongjo das Grab seines Vaters, um ihn feierlich zu würdigen.